# Captain America: Brave New World
Captain America: Brave New World és una pel·lícula de superherois basada en Marvel Comics amb els personatges Sam Wilson i Bucky Barnes. Produïda per Marvel Studios i distribuïda per Walt Disney Studios Motion Pictures, serà la seqüela de Captain America: Civil War i forma part del Marvel Cinematic Universe (MCU). La pel·lícula està dirigida per Julius Onah i és protagonitzada per Anthony Mackie.
L'estrena està prevista per al 3 de maig del 2024.

## Repartiment
- Anthony Mackie com a Sam Wilson / Capità America
- Tim Blake Nelson com a Samuel Sterns / The Leader
- Danny Ramirez com a Joaquin Torres / Falcon
- Carl Lumbly com a Isaiah Bradley
- Shira Haas com a Sabra
- Harrison Ford com a Thaddeus "Thunderbolt" Ross.[2]

## Producció
El 23 d'abril del 2021, The Hollywood Reporter va informar que Marvel Studios estava desenvolupant una quarta pel·lícula del Capità Amèrica, amb Anthony Mackie llest per repetir el seu paper de Samuel Wilson.
L'abril de 2021, es va revelar que una quarta pel·lícula del Capità Amèrica estava en desenvolupament, amb un guió coescrit per Malcolm Spellman i Dalan Musson. El duet anteriorment va exercir com a escriptor principal i guionista, respectivament, a la sèrie de Disney + Falcon and the Winter Soldier (2021). Julius Onah va ser escollit per ser el director el juliol de 2022.
El rodatge de la pel·lícula començarà a principis del 2023.